# Didrikglansgök
Didrikglansgök (Chrysococcyx caprius) är en huvudsakligen afrikansk fågel i familjen gökar inom ordningen gökfåglar.

## Kännetecken

### Utseende
Didrikglansgöken är en liten gök med en kroppslängd på 18-20 centimeter. Adulta fåglar är glansigt gröna ovan med fläckar av kopparglans. Den har ett brutet vitt ögonbrynsstreck och en kort, grön mustasch. Alla vingpennor har tre eller fyra vita fläckar på innersidan. De fyra gröna yttre stjärtpennorna är vitspetsade och det yttersta paret är vitfläckigt.
Honan visar mer kopparglans ovan och är även bandad i koppar på flankerna. Undersidan har ofta en brunaktig anstrykning. Ungfågeln har röd näbb, streckad strupe och ett vitt vingband. Den är än mer kopparfärgade ovan och brunare under än honan och är brunfläckig på flankerna.

### Läte
Didrikglansgöken är en ljudlig fågel som yttrar en ihållande serie med fyra klara identiska noter följt av ett litet kvitter: did-did-did-did-did-er-ick. Det är lätet som gett arten dess namn.

## Utbredning och systematik
Didrikglansgök är en flyttfågel som både häckar och övervintrar söder om Sahara och på södra Arabiska halvön. Fågeln är en kortflyttare som rör sig efter säsongsmässig nederbörd. Den har dock påträffats i Europa vid ett tillfälle, 27 juni 1982 på Cypern. Den har även setts i Israel och Libanon. Den behandlas som monotypisk, det vill säga att den inte delas in i några underarter.

## Levnadssätt
Didrikglansgöken är en vanlig, ensamlevande fågel som påträffas i öppet skogslandskap, savann och buskområden utmed vattendrag. Som många gökarter är den en boparasit. Den lägger sitt enda ägg huvudsakligen hos vävare, framför allt byvävaren, men även bland arter i släktet Euplectes, bland annat rödhalsad vidafink. Fågeln lever av olika sorters insekter.

## Status och hot
Arten har ett stort utbredningsområde och en stor population med stabil utveckling. Utifrån dessa kriterier kategoriserar internationella naturvårdsunionen IUCN arten som livskraftig (LC). Världspopulationen har inte uppskattats men den beskrivs som generellt vanlig i större delen av utbredningsområdet.

## Namn
Fågeln har även på svenska kallats didrikgök och större guldgök.